# Haxby
Haxby – miasto w Anglii, w hrabstwie ceremonialnym North Yorkshire, w dystrykcie (unitary authority) York. Leży 7 km na północ od miasta York i 286 km na północ od Londynu. Miasto liczy 8754 mieszkańców.